# Deuterocopus atrapex
Deuterocopus atrapex là một loài bướm đêm thuộc họ Pterophoridae. Nó được tìm thấy ở Sri Lanka, Assam, Selangor, Tenasserim, tây nam Borneo, Ternate, đảo Ambon, Batian, miền nam Sulawesi, quần đảo Sangihe, Halmahera, Neu Pommern, miền bắc New Guinea, quần đảo Kei, the D'quần đảo Entrecasteaux và Queensland.